# Hallasjön (Anderstorps socken, Småland)
Hallasjön är en sjö i Gislaveds kommun och Gnosjö kommun i Småland och ingår i Nissans huvudavrinningsområde. Sjön är 10 meter djup, har en yta på 0,104 kvadratkilometer och är belägen 165,2 meter över havet. Vid provfiske har abborre, gädda och mört fångats i sjön.

## Delavrinningsområde
Hallasjön ingår i det delavrinningsområde (635466-137258) som SMHI kallar för Mynnar i Anderstorpaån. Avrinningsområdets medelhöjd är 170 meter över havet och ytan är 2,03 kvadratkilometer. Det finns inga delavrinningsområden uppströms utan avrinningsområdet är högsta punkten. Vattendraget som avvattnar avrinningsområdet har biflödesordning 3, vilket innebär att vattnet flödar genom totalt 3 vattendrag innan det når havet efter 122 kilometer. Delavrinningsområdet består mestadels av skog (89 procent). Avrinningsområdet har 0,1 kvadratkilometer vattenytor vilket ger det en sjöprocent på 5,1 procent.